# Idan Roll
Idan Roll (hébreu : עִידָן רוֹל) né le 27 avril 1984 est un homme politique, mannequin et avocat israélien.
En 2019 et, de 2020 à 2021, il est député à la Knesset pour Yesh Atid, année à laquelle il devient ministre délégué aux Affaires étrangères, jusqu'en 2022 et redevenant député.

## Biographie
Idan Roll est né à Jérusalem et déménage à Mevaseret Zion lorsqu'il est enfant, il fréquente le lycée Harel. Il commence son service national dans les Forces de défense israéliennes en 2002, servant dans le Corps de renseignement israélien dans une unité technologique dans le centre d'Israël, avant de suivre un cours d'officier et de devenir commandant des cadets. Après avoir terminé son service national, il commence à servir dans les réserves de la Direction du renseignement militaire.
En 2007, il commence à étudier à la faculté de droit de l'Université de Tel Aviv. À l'université, il rejoint StandWithUs (en) et travaille comme mannequin. Il est également diplômé d'une maîtrise en droit public, il a notamment travaillé dans des cabinets d'avocats spécialisés dans les hautes technologies, les fusions et acquisitions.

### Carrière politique
Ayant été membre de la New Likudniks (en), une faction du Likoud. Roll rejoint le parti Yesh Atid en 2019, il devient chef de son groupe LGBTQ. Il fait partie de la liste Yesh Atid pour le conseil municipal de Tel Aviv-Yafo aux élections municipales de 2018. Après que le parti ait rejoint la coalition Bleu et blanc pour les élections à la Knesset d'avril 2019, il a obtenu la trente-quatrième place sur la liste commune et a ensuite été élu à la Knesset puisque l'alliance remporte 35 sièges. Bien qu'il ait conservé la trente-quatrième place sur la liste Bleu et blanc pour les élections anticipées en septembre 2019, la coalition a été réduite à 33 sièges, ce qui a fait perdre son siège à Roll.
Il est placé trente-quatrième sur la liste Bleu et blanc pour les élections de mars 2020. Bien que le parti ait remporté 33 sièges, Roll rentre à la Knesset en raison de la démission de Yael German. 
Il est réélu lors des élections de mars 2021, étant placé treizième sur la liste de Yesh Atid.
Le 13 juin 2021, il est nommé ministre délégué aux Affaires étrangères dans le Gouvernement Bennett.